# Accidentul nuclear de la Tokaimura
Au existat două accidente nucleare la Tokaimura:
- pe 11 martie 1997
- pe 30 septembrie 1999.

Primul accident a fost doar o explozie relativ mică, în urma căreia au fost expuși radiațiilor 40 de muncitori.
Al doilea accident a avut o amploare mai mare, fiind considerat cel mai grav accident nuclear al Japoniei (înainte de catastrofa de la Fukushima). S-a soldat cu 2 victime decedate ca urmare a iradierii acute și cu sute de oameni expuși radiațiilor. Cauza directă a accidentului a fost manevrarea necorespunzătoare, într-un tanc de precipitare, a unei soluții de nitrat de uranil ce conținea 16,6 kg de uraniu.